# Varâha

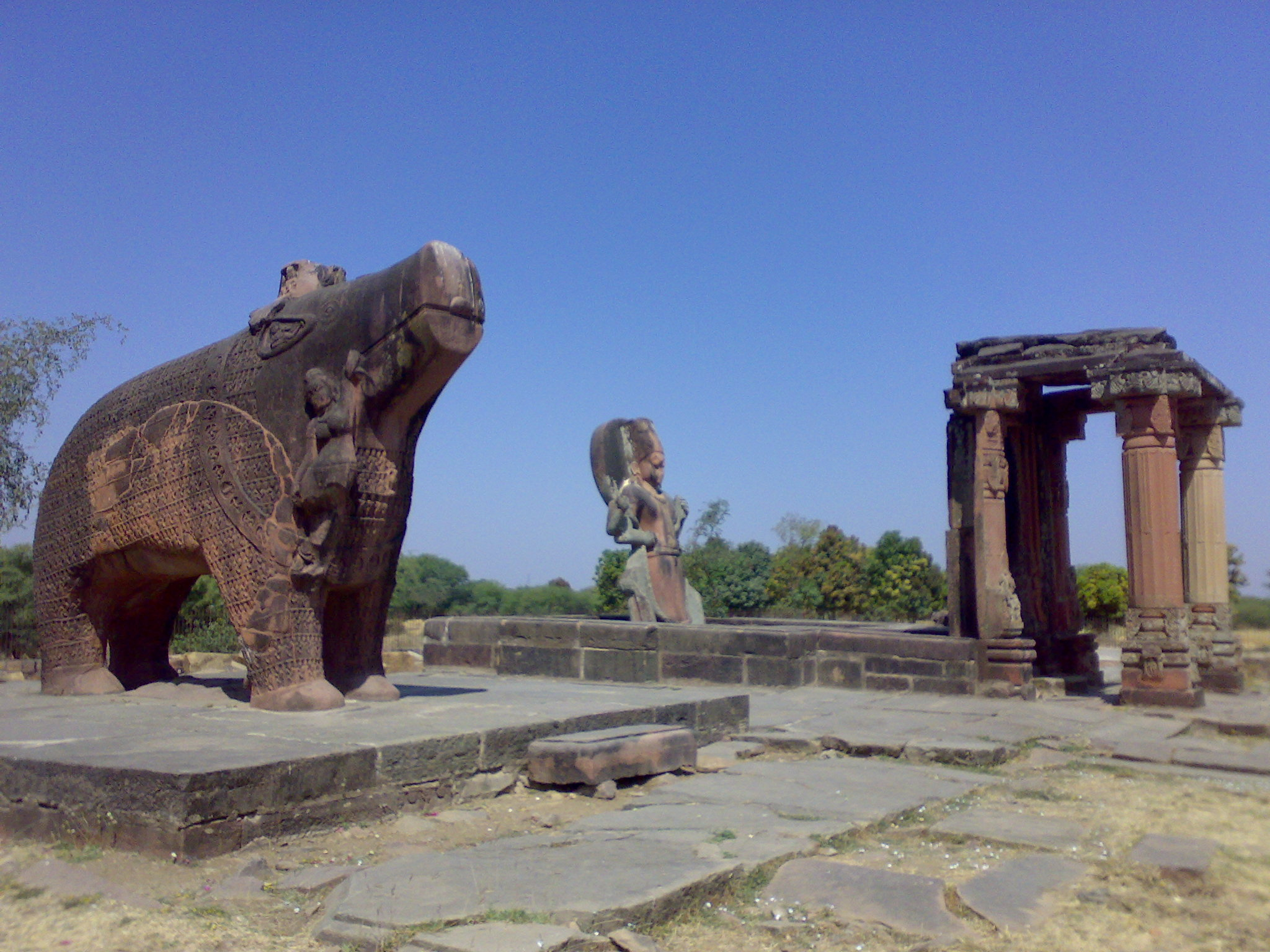
Temple de Vishnou à Eran, dans le Madhya Pradesh. À gauche, statue monolithe de Varâha (VIe siècle).

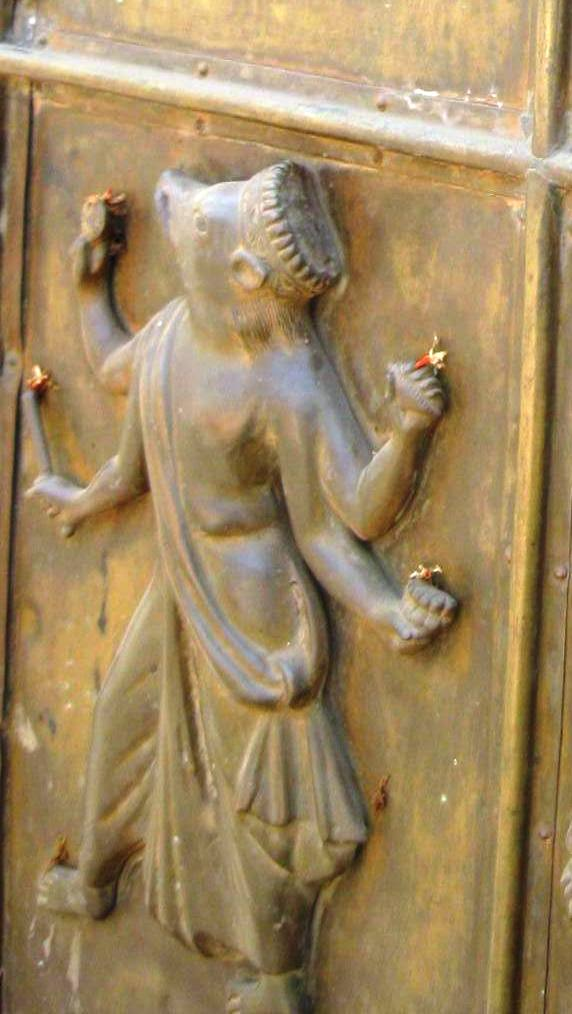
Varaha sur un char en laiton de Searsole Rajbari, Bengale-Occidental, Inde.

Dans l'hindouisme, Varâha (sanskrit : वराह) est le troisième avatar de Vishnou, : celui-ci s'incarna en sanglier pour vaincre Hiranyaksha, un asura (démon) qui avait entraîné la Terre au plus profond des océans, à l'issue d'une bataille de mille ans. Varâha releva alors la Terre (Bhumidevi) au bout de ses défenses, il est le "sauveteur de la terre".

## Iconographie

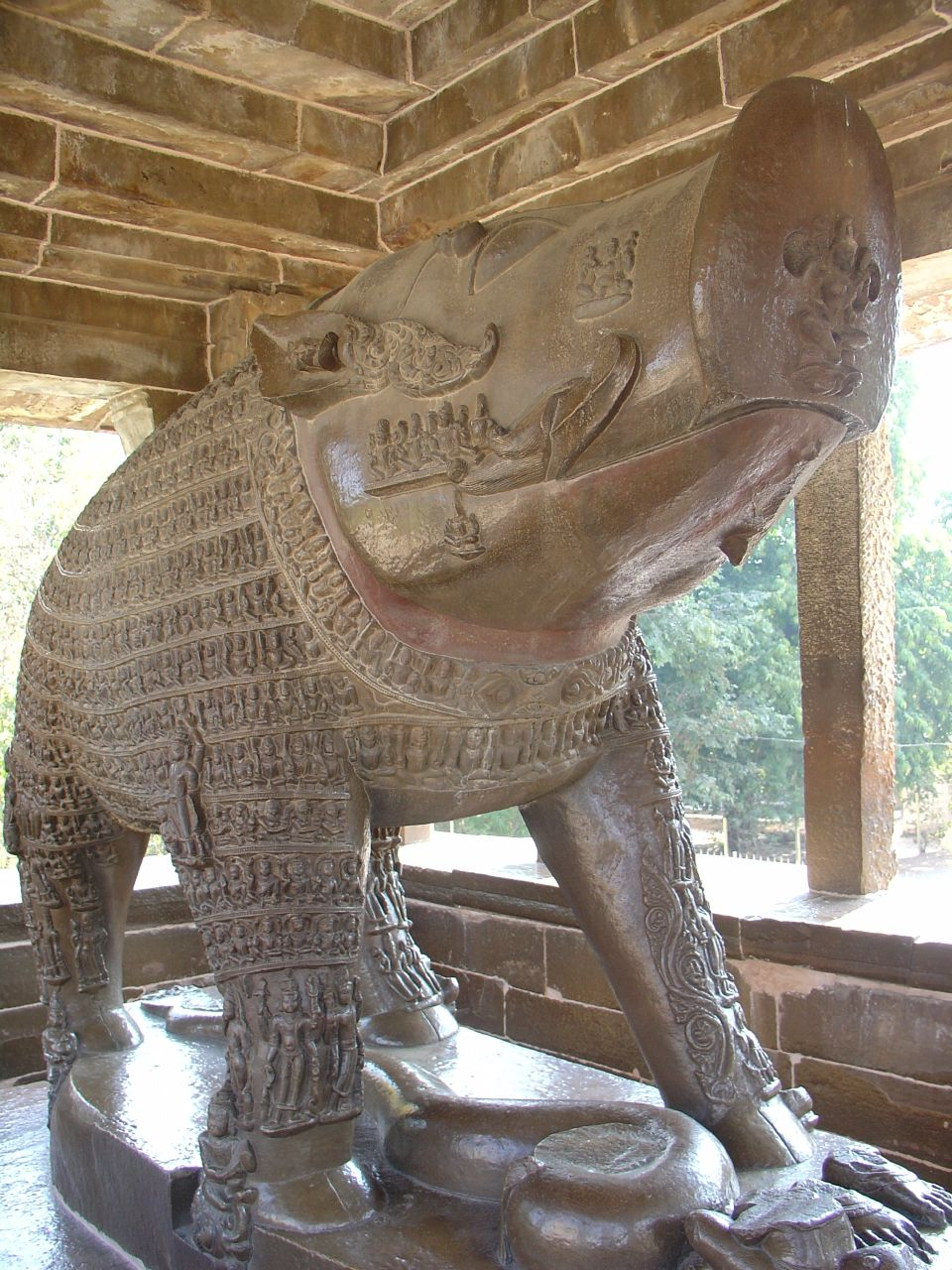
Varâha à Khajurâho (Madhya Pradesh).
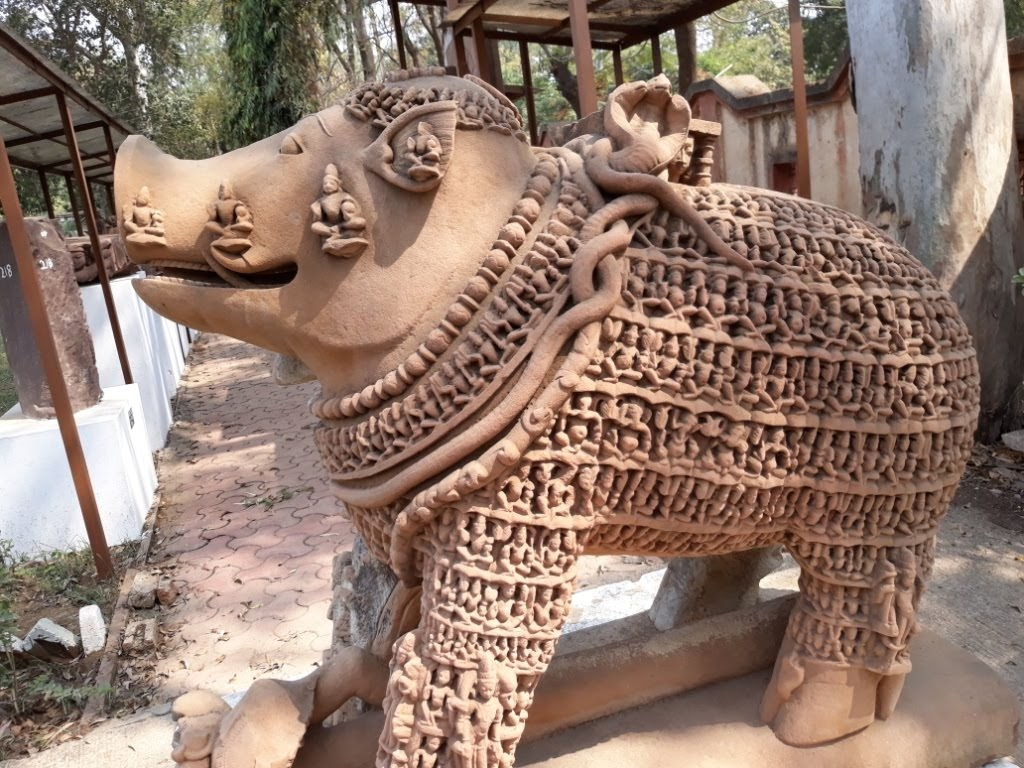
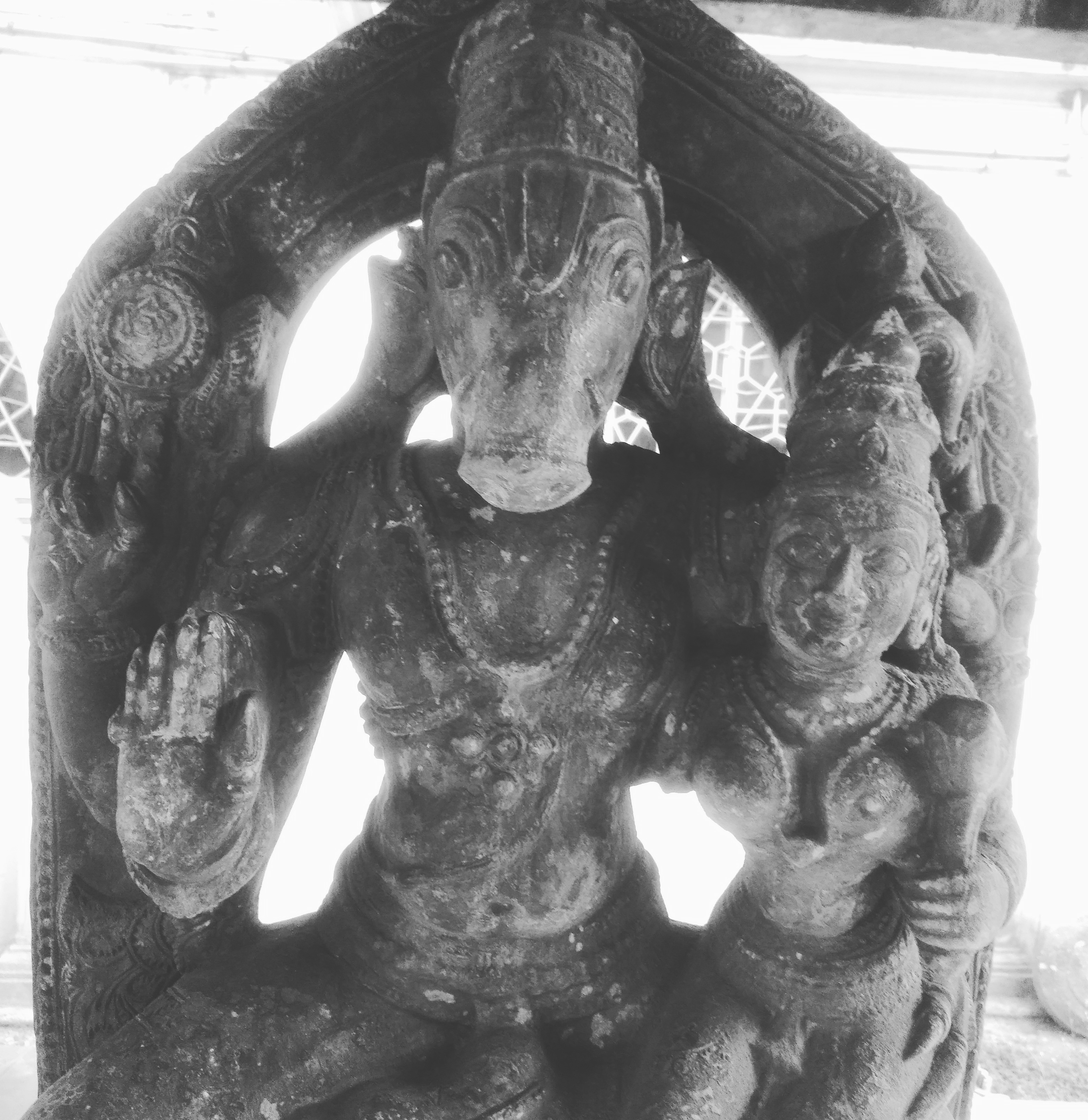
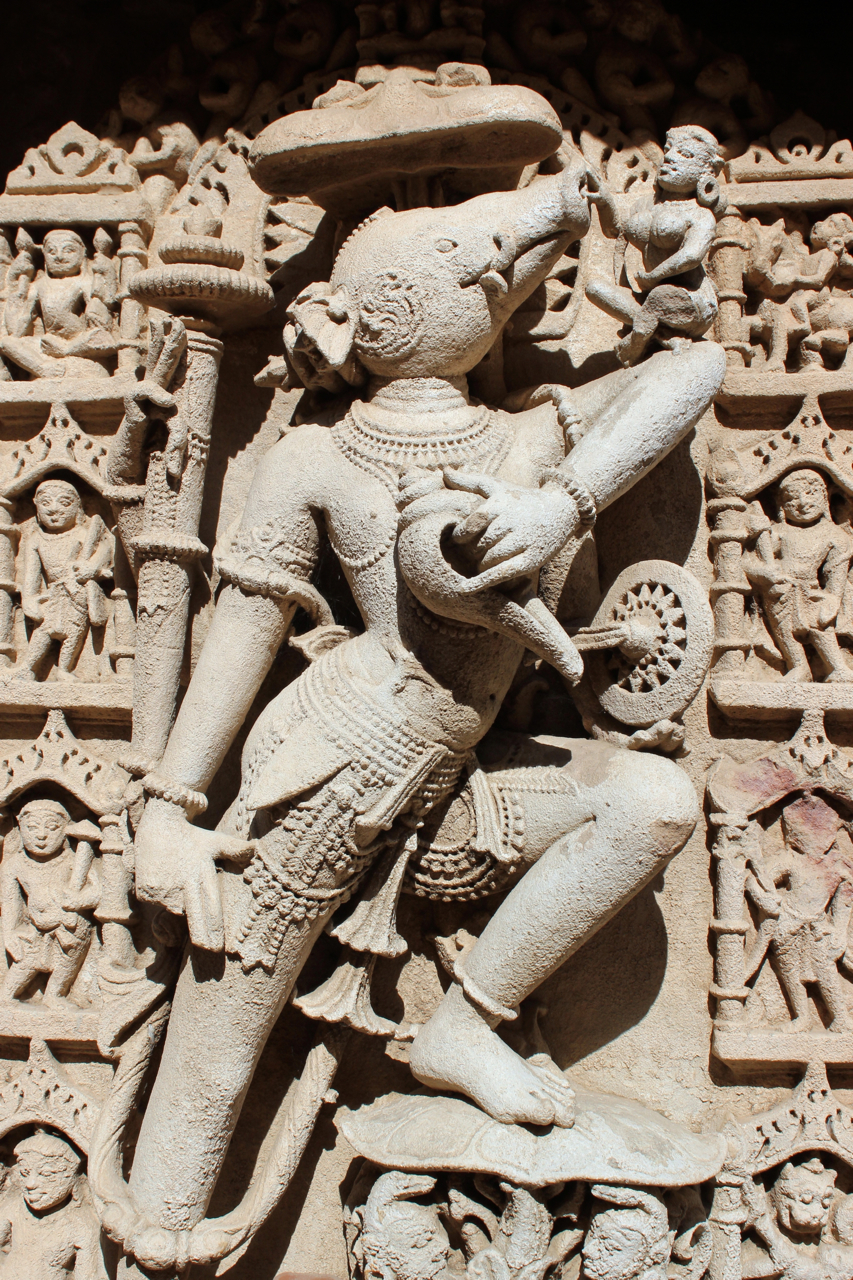
Varâha au Rani-ki-Vav (Goudjerat).
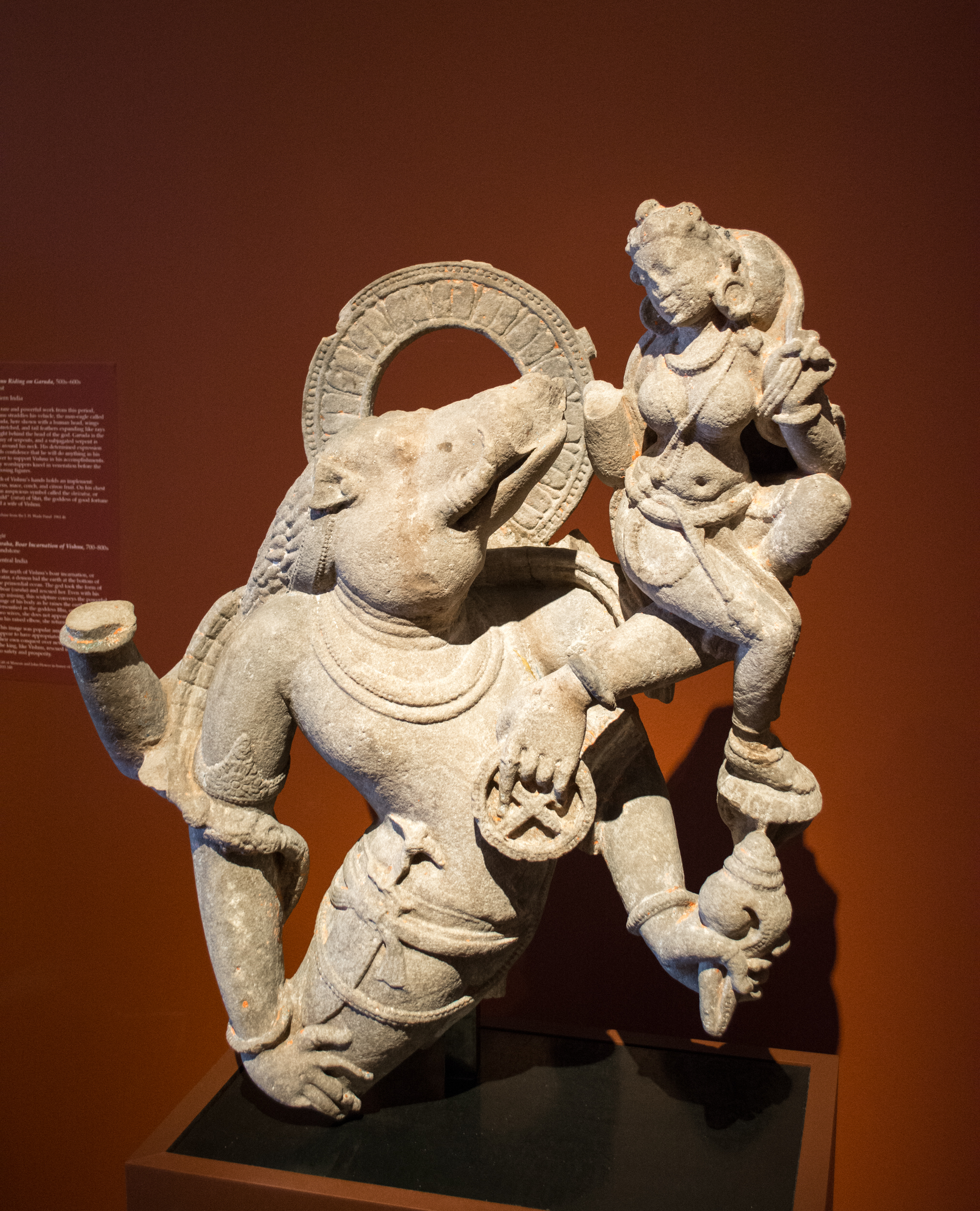
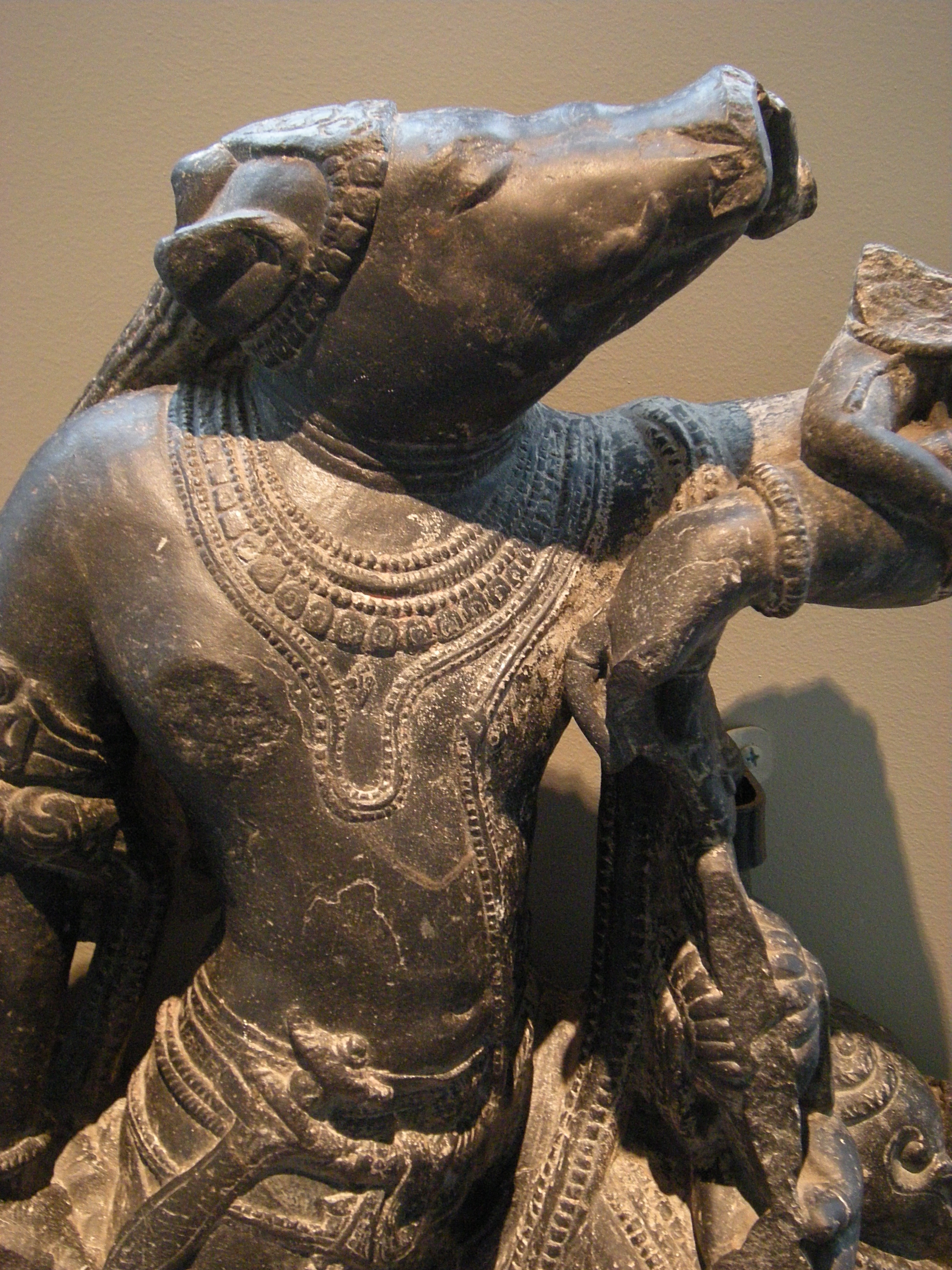
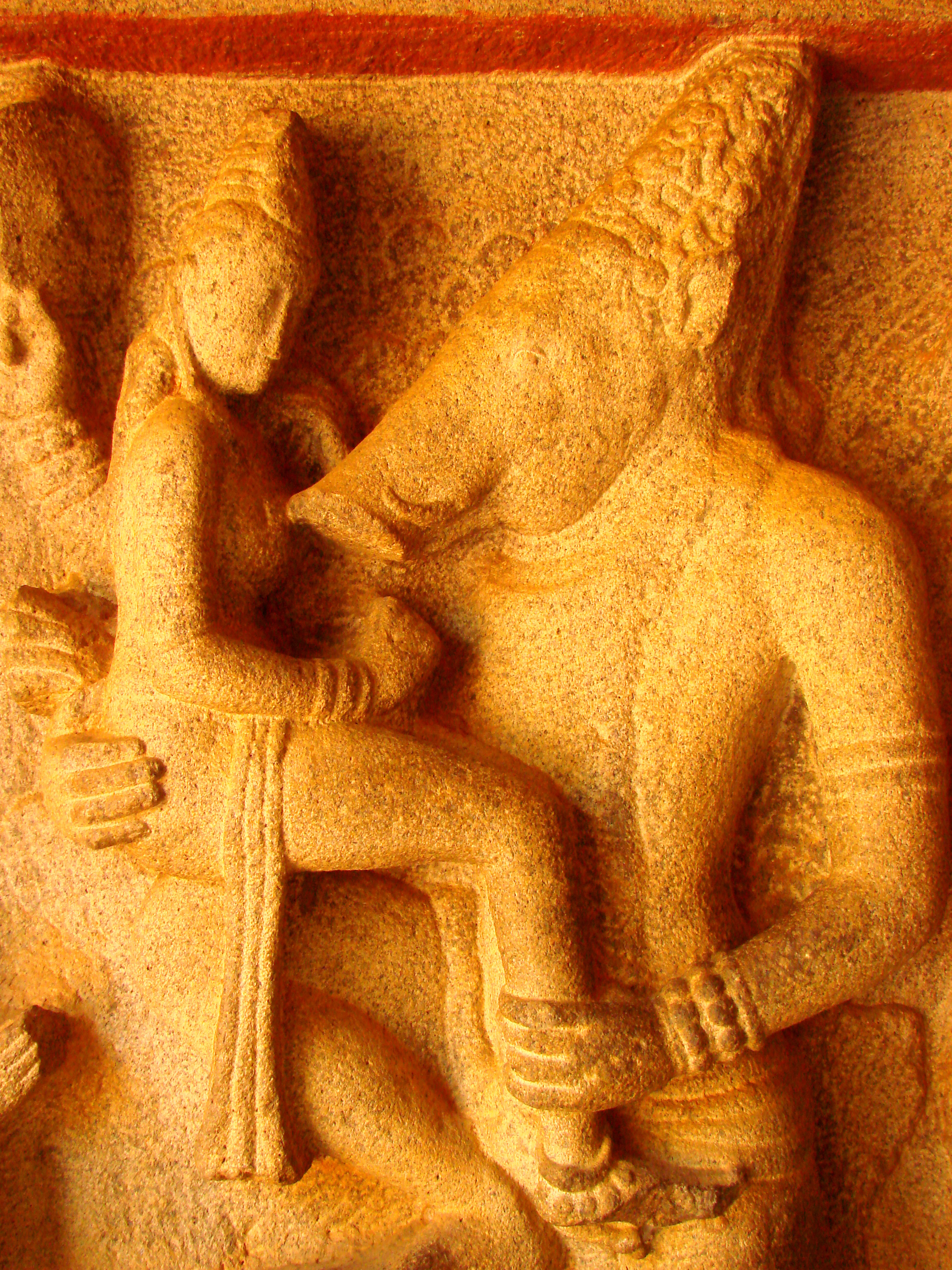
Varâha et Bhûdevi à Mahabalipuram (Tamil Nadu).
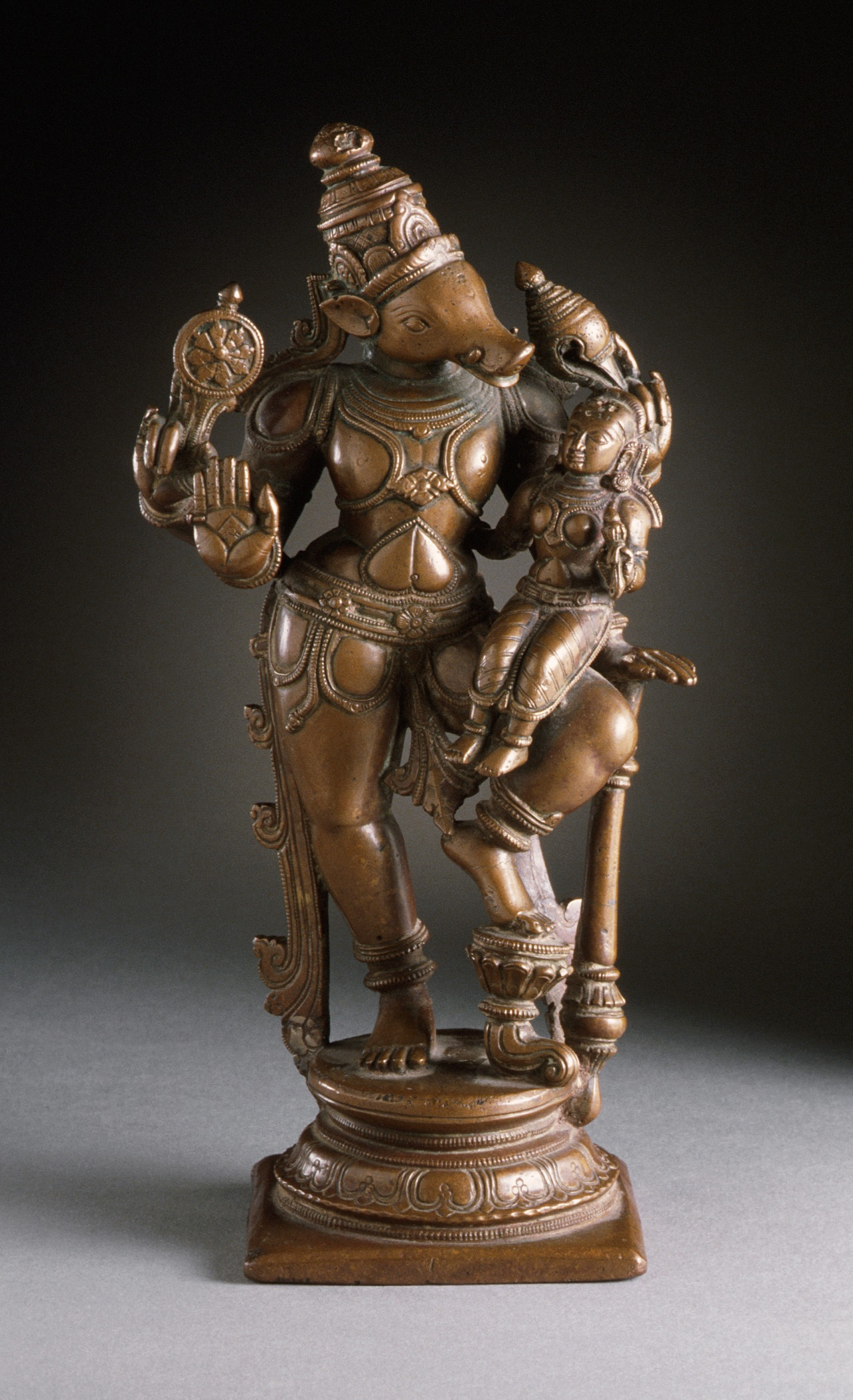
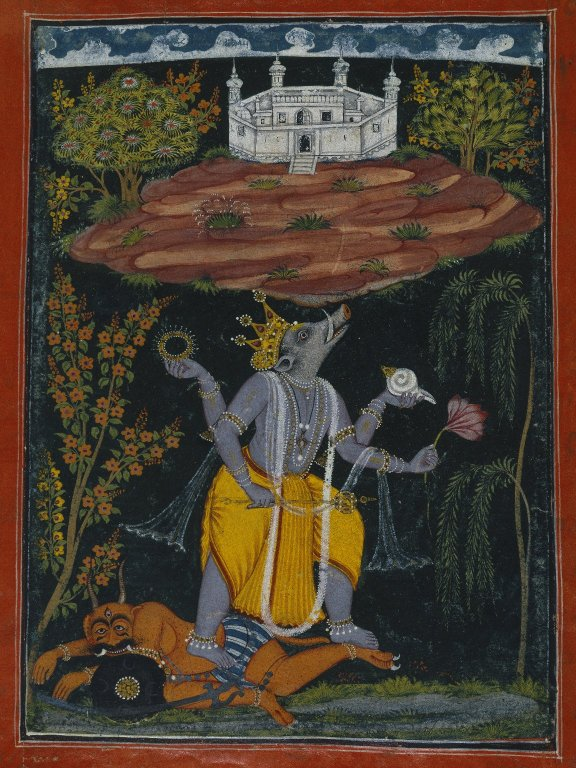